# Zygonyx eusebia
Zygonyx eusebia – gatunek ważki z rodziny ważkowatych (Libellulidae).